# Kamjanyj Mist (obwód kirowohradzki)
Kamjanyj Mist (ukr. Кам'яний Міст) – wieś na Ukrainie, w obwodzie kirowohradzkim, w rejonie nowoukraińskim, w hromadzie Nowoukrajinka. W 2001 liczyła 426 mieszkańców, spośród których 397 wskazało jako ojczysty język ukraiński, 22 rosyjski, 5 mołdawski, a 2 białoruski.